# Brownie's Baby Doll
Brownie's Baby Doll è un cortometraggio muto del 1921 scritto e diretto da Alfred J. Goulding.

## Produzione
Il film fu prodotto dalla Century Film.

## Distribuzione
Distribuito dall'Universal Film Manufacturing Company, il film - un cortometraggio in due bobine - uscì nelle sale cinematografiche USA il 5 ottobre 1921.